# Francis Decourrière
Francis Decourrière (ur. 22 listopada 1936 w Sars-et-Rosières) – francuski polityk, samorządowiec, działacz piłkarski, eurodeputowany w latach 1994–2004. Ojciec Valérie Létard.

## Życiorys
Związany z samorządem miejskim w Valenciennes jako radny i wiceprezes zarządu aglomeracji ds. transportu i zagospodarowania przestrzennego. Należał do Partii Socjaldemokratycznej, z którą współtworzył Unię na rzecz Demokracji Francuskiej. Był przewodniczącym koła demokratycznego, republikańskiego i społecznego (CDRS) w ramach UDF.
W 1994 i w 1999 uzyskiwał mandat posła do Parlamentu Europejskiego IV i V kadencji. Był członkiem grupy chadeckiej, wiceprzewodniczącym Komisji ds. Polityki Regionalnej (1994–1999), następnie członkiem Komisji Kultury, Młodzieży, Edukacji, Mediów i Sportu. W PE zasiadał do 2004.
Kierował żeńskim klubem koszykarskim w Valenciennes. W 2004 wybrano go na prezesa klubu piłkarskiego Valenciennes FC. Znany z ostrych i bezpośrednich komentarzy, w 2009 za zaatakowanie sędziego po meczu z Girondins Bordeaux został zawieszony na okres sześciu miesięcy.